# Wiktor Grigorjewitsch Kurenzow
Wiktor Grigorjewitsch Kurenzow (russisch Виктор Григорьевич Куренцов; * 5. April 1941 in Tukhinka, Wizebskaja Woblasz; † 7. April 2021 in Odinzowo) war ein sowjetischer Gewichtheber und russischer Politiker.

## Werdegang
Wiktor Kurenzow wuchs in Sibirien auf und machte im Eisenhüttenwerk Nowokusnezk eine Schlosserlehre. Mit 17 Jahren begann er mit dem Gewichtheben unter dem Trainer Jewgeni Jali. Nach dem Eintritt in die Sowjetarmee ging es wegen der besseren Trainingsbedingungen mit seiner Sportkarriere weiter voran. Mit 21 Jahren nahm er 1962 erstmals an den UdSSR-Meisterschaften teil und belegte im Mittelgewicht (bis 75 kg Körpergewicht) den sechsten Platz.
1963 schlug er beim Grand Prix von Moskau Weltmeister Alexander Kurynow und wurde für die Olympischen Spiele 1964 in Tokio nominiert. Dort unterlag er im Kampf um die Goldmedaille dem Tschechen Hans Zdražila. In den nächsten Jahren dominierte er bei den Weltmeisterschaften und gewann 1968 in Mexiko-Stadt die olympische Goldmedaille. Obwohl er nach wie vor Spitzenleistungen brachte, wurde ihm bei den Weltmeisterschaften 1971 und den Olympischen Spielen 1972 der junge Wladimir Kanygin vorgezogen. Während seiner sportlichen Laufbahn stellte Kurenzow 19 Weltrekorde im Mittelgewicht auf.
1990 wurde Kurenzow in den Abgeordnetenrat der Stadt Odinzowo gewählt; bis zum Jahr 2003 wurde er in verschiedene politische Gremien als Abgeordneter gewählt. Von 1993 bis 1998 war er in Italien als Mitarbeiter der Russischen Botschaft tätig. 
2003 erhielt er die Auszeichnung Verdienter Trainer, im Jahr 2007 wurde er zum Ehrenbürger von Odinzowo ernannt.

## Internationale Erfolge
(OS = Olympische Spiele, WM = Weltmeisterschaft, EM = Europameisterschaft, Mi = Mittelgewicht)
- 1964, 1. Platz, Grand Prix von Moskau, Mi, mit 437,5 kg, vor Alexander Kurynow, UdSSR, 427,5 kg;
- 1964, 1. Platz, EM in Moskau, Mi, mit 445 kg, vor Hans Zdražila, CSSR, 425 kg und Werner Dittrich, DDR, 430 kg;
- 1964, Silbermedaille, OS in Tokio, Mit, mit 440 kg, hinter Zdrazila, 445 kg und vor Masushi Ōuchi, Japan, 437,5 kg;
- 1965, 1. Platz, EM in Sofia, Mi, mit 432,5 kg, vor Dittrich, 432,5 kg und Rolf Maier, Frankreich, 422,5 kg;
- 1965, 1. Platz, WM in Teheran, Mi, mit 437,5 kg, vor Dittrich, 437,5 kg und Kurynow, 432,5 kg;
- 1966, 1. Platz, Grand Prix von Riga, Mi, mit 447,5 kg, vor Wladimir Kaplunow, UdSSR, 442,5 kg und Konarow, Bulgarien, 407,5 kg;
- 1966, 1. Platz, WM + EM in Ost-Berlin, Mi, mit 450 kg, vor Waldemar Baszanowski, Polen, 447,5 kg und Dittrich, 442,5 kg;
- 1967, 1. Platz, Grand Prix von Tiflis, Mi, mit 465 kg, vor Bagocs, Ungarn, 437,5 kg und Kaplunow, 435 kg;
- 1968, 1. Platz, EM in Leningrad, Mi, mit 462,5 kg, vor Smirnow, UdSSR, 460 kg und Dittrich, 445 kg;
- 1968, Goldmedaille, OS in Mexiko-Stadt, Mi, mit 475 kg, vor Ōuchi, 455 kg und Bakos, Ungarn, 440 kg;
- 1968 1. Platz, WM Mexiko-Stadt
- 1969, 1. Platz, WM + EM in Sofia, Mi, mit 467,5 kg, vor Szarvas, Ungarn, 440 kg und Mursu, Finnland, 440 kg;
- 1970, 1. Platz, EM in Szombathely, Mi, mit 465 kg, vor Szarvas, 452,5 kg und Smirnow, 445 kg;
- 1970, 1. Platz, WM in Columbus/USA, Mi, mit 462,5 kg, vor Leif Jensen, Norwegen, 455 kg und Szarvas, 445 kg;
- 1972, 2. Platz, EM in Constanța, Mi, mit 472,5 kg, hinter Jordan Bikow, Bulgarien, 477,5 kg und vor Anselmo Silvino, Italien, 460 kg.

## UdSSR-Meisterschaften
- 1962, 6. Platz, Mi, mit 390 kg, Sieger: Chomchenko, 420 kg, vor Beljajew, 417,5 kg;
- 1964, 1. Platz, Mi, mit 437,5 kg, vor Kurynow, 432,5 kg;
- 1965, 1. Platz, Mi, mit 450 kg, vor Beljajew, 432,5 kg und Kurynow, 430 kg;
- 1966, 1. Platz, Mi, mit 435 kg, vor Kozlow, 435 kg und Kaplunow, 427,5 kg;
- 1968, 1. Platz, Mi, mit 462,5 kg, vor Smirnow, 455 kg und Pospelow, 435 kg;
- 1969, 1. Platz, Mi, mit 479 kg, vor Smirnow, 442,5 kg und Opriszo, 435 kg;
- 1970, 1. Platz, Mi, mit 472,5 kg, vor Smirnow, 455 kg und Majasin, 445 kg;
- 1972, 1. Platz, Mi, mit 477,5 kg, vor Kolodkow, 477,5 kg und Michailow, 470 kg.

## Weltrekorde
(alle Weltrekorde wurden im Mittelgewicht aufgestellt)
im beidarmigen Drücken:
- 153,5 kg, 1967 in Santa Clara;
- 155,5 kg, 1967 in Tiflis;
- 157,5 kg, 1967 in Mexiko-Stadt;
- 160,5 kg, 1968 in Dubna;
- 161 kg, 1968 in Leningrad;
- 161,5 kg, 1968 in Rostow am Don.

im beidarmigen Stoßen:
- 177,5 kg, 1965 in Moskau;
- 178 kg, 1965 in Sofia;
- 179 kg, 1966 in Kiew;
- 182 kg, 1966 in Berlin;
- 183 kg, 1967 in Leningrad;
- 185 kg, 1968 in Dubna;
- 187,5 kg, 1968 in Mexiko-Stadt.

im olympischen Dreikampf:
- 445 kg, 1964 in Moskau;
- 450 kg, 1965 in Jerewan;
- 460 kg, 1966 in Mexiko-Stadt;
- 465 kg, 1967 in Tiflis;
- 470 kg, 1967 in Mexiko-Stadt;
- 482,5 kg, 1968 in Dubna.